# 大海雀
大海雀（学名：Pinguinus impennis），又称大海燕，旧称企鸟，為了與生活在南半球的企鹅區分，有时又被称作北极大企鹅，是一种不会飞的鸟，曾广泛存在于大西洋周边的各个岛屿上，但由于人类的大量捕杀而在19世纪灭绝。大海雀是大海雀属唯一的现代物种。从前，大海雀属包括另外一种不会飞的巨型海雀，它们分布于大西洋地区。大海雀在多岩石孤岛繁殖。大海雀们能很容易地从这些孤岛到海洋并获取充足食物。但实际上，只有少数的大海雀能拥有这种稀少的繁殖地。繁殖期过后，大海雀在北大西洋中觅食。范围南至西班牙北部，北达加拿大、格陵兰岛、冰岛、法罗群岛、挪威、爱尔兰和英国。

## 分类与进化
科学家通过分析DNA序列已经确认与大海雀亲缘关系最近的现存种是刀嘴海雀。大海雀和小海乌也有很近的亲缘关系。小海乌经历了与企鹅完全不同的进化历程。由于与刀嘴海雀有很多外在相似点（不仅是不能飞行和体形），许多人过去常按照林奈双名法把大海雀错归为刀嘴海雀属。

## 体形特征

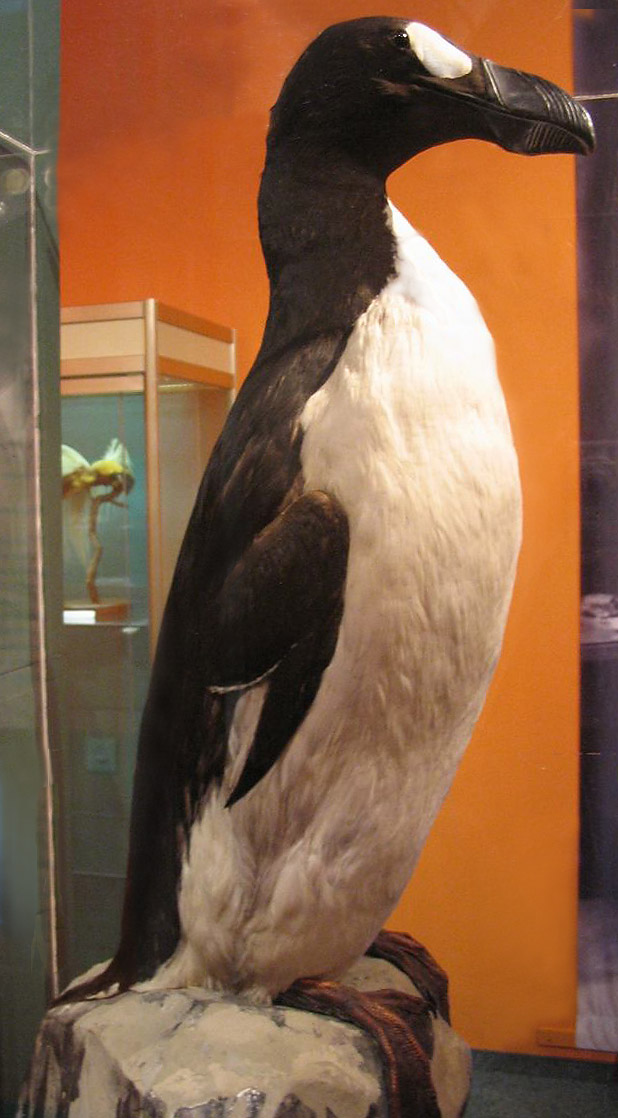
第44号大海雀充填标本——萊比錫

成年大海雀站立高75厘米至85厘米，重约5千克，在海雀科体型最大，翅膀长约15厘米，最长的翅翎10厘米左右，但不会飞行。它全身以白黑两色为主，形似企鹅，后背为黑色，胸部和腹部为白色。脚趾为黑色，脚趾间的蹼为棕色。喙为黑色并有白色横向纹槽。夏天，每只眼睛和喙之间有一小块白色的羽毛斑点；冬天，这些斑点会消失进而长出延伸与两眼间的白色带状羽毛。眼睛的虹膜呈红褐色。
幼鸟略有不同，喙上的横向纹槽不明显，在脖子上也黑白混杂的颜色。
因為趨同演化的關係外觀與企鵝相似，歐洲探險家在南半球發現企鵝目物種時以為與大海雀是近親，導致大海雀的英文俗稱（Penguin）現在多用於指稱企鵝目物種，實際上兩者並非近親。

## 生活习性
大海雀为水生鸟，它可以使用翅膀在水下游泳。通过对芬克岛上残留的大海雀的骨骼研究，和依据其形态而进行的生物学推断，它们的食物可能主要为12厘米至20厘米的鱼，但偶尔也捕食更大的鱼，甚至超过自身体长的一半，其中大西洋鲱鱼和柳叶鱼可能会尤其受大海雀的欢迎。在陆地上，大海雀行走较为缓慢，在一些起伏的地面上，有时也要用翅膀帮忙。大海雀天敌很少，主要是大型的海洋哺乳动物和一些猛禽，而且它们天生不怕人类。
因为它们不会飞行、行走缓慢、不怕人类等种种特性，遭到人类以获取肉、蛋和羽毛为目的的大量屠杀，此外也有一些作为博物馆标本和私人收藏而被杀害。
大海雀每年产一枚蛋，他们并不做窝，仅产在露天的地面上，并在6月份进行孵化。蛋白色偏黄，夹杂有黑灰色的斑点和条纹，而且经常在较大的一头聚集明显。

## 生态和行为

### 食物
大海雀主要在浅水区觅食，而大多数其他种类海雀在深水区觅食。即使过了繁殖期，仍然可以从500公里远的陆地上看见大海雀。大海雀合作喂养或聚居。大海雀以长12～20厘米,重40～50克的鱼类为主食，偶尔会捕到有自身体长一半的食物。大海雀平均下潜深度为75米，最深可达130米，但为了保存能量，通常不会潜这么深。深潜技能减少了大海雀与其他海雀科物种的竞争。对芬克岛（Funk Island）上大海雀骨骼的生态学、形态学研究发现，大西洋鲱鱼（Atlantic menhaden）和柳叶鱼（Capelin）可能是大海雀最喜欢的食物。大海雀也捕食圆鳍鱼（lumpsuckers）、杜父鱼（Myoxocephalus scorpius）、鳕鱼（Cod）、甲壳类动物（crustaceans）和玉筋鱼（Sand lance）。大海雀雏鸟吃浮游生物，也可以将喙伸进雌鸟嘴里，吃反刍后的鱼类和甲壳类动物。

### 繁殖
大海雀在多岩石孤島繁殖，每年產一枚蛋，他們並不做窩，僅產在露天的地面上，並在6月份進行孵化。蛋白色偏黃，夾雜有黑灰色的斑點和條紋，而且經常在較大的一頭聚集明顯。
大海雀“夫妻”之間非常恩愛，孵化時雙方交替進行，經過四周的艱辛與期待，雛鳥才會出殼，雛鳥生長極快，三週後便可出巢。

## 与人类的关系

### 灭绝
大海雀灭绝的最主要原因即人类的屠杀。在斯堪的纳维亚半岛和北美东部地区，宰杀大海雀的记录可追溯至旧石器时代，在加拿大的拉布拉多地区，宰杀大海雀的记录则可追溯至公元5世纪。此外，在纽芬兰岛一处公元前2000年墓穴的陪葬品中，也曾发现一件由200只大海雀皮毛制作成的衣服。尽管如此，在公元8世纪之前，人类对大海雀的宰杀对其整个物种的生存而言，并不构成很大的威胁。
15世纪开始的小冰期对大海雀的生存产生了一定的威胁，但大海雀最终灭绝还是由于人类任意捕杀和对其栖息地大面积开发所致，大海雀和大海雀蛋的标本也成为价值昂贵的收藏品。1844年7月3日，在冰岛附近的埃尔德岩上，最后一对大海雀在孵蛋期间被杀死。虽然后来有人声称1852年在纽芬兰岛上又曾发现大海雀，但并未得到证实。
至今约有总计78件大海雀皮毛和75枚的大海雀蛋被存放在各地的博物馆中，另有上千根大海雀的骨骼存世，但仅有寥寥24具完整骨架。